# Les Épouvantails de minuit
Les Épouvantails de minuit (The Scarecrow Walks At Midnight) est un roman fantastique et horrifique américain pour la jeunesse de la collection de livres Chair de poule écrite par R. L. Stine.
Dans la collection française Bayard Poche, ce livre est le 9e de le série, publié le 6 septembre 1995. Dans la collection américaine, il est le 20e et est paru en juin 1994.
Ce roman a, par la suite, été adapté en épisode pour la série télévisée éponyme Chair de poule.

## Résumé
Julie et son petit frère Mark vont chez leurs grands-parents à la campagne pour les vacances d'été. Mais cette année, leurs grands-parents semblent avoir changé et obéissent aux exigences d'Henry, le garçon de la ferme. Ce dernier se comporte étrangement et parle tout le temps d'un vieux livre de sorcellerie qui serait en sa possession. Les deux enfants découvrent aussi que le champ de maïs n'est plus très beau et que l'épouvantail qui le protégeait a été échangé contre douze autres. Henri prétend qu'ils s'animent à Minuit. Bien entendu, Julie et Mark ne croient pas à cette histoire jusqu'à ce qu'ils les voient bouger soudainement.

## L'illustration française
L'illustration de la couverture par Gérard Failly représente un épouvantail dont les yeux produisent de petits rayons lumineux. L’épouvantail a un chapeau noir en train de brûler et des cheveux de paille.

## Titre original
Le titre original du livre est: The Scarecrow Walks At Midnight, littéralement: Les épouvantails marchent à Minuit.
Le titre français est donc une traduction raccourcie du titre original.

## Sous-titre français
Le sous-titre français du livre est : Champs interdits

## Adaptation télévisée
Ce livre a bénéficié d'une adaptation télévisée dans la série télévisée Chair de poule.

### Numérotation et titre
L'épisode est le numéro 33 de la série. Il a été diffusé lors de la deuxième saison, pour la première fois le 9 novembre 1996 aux États-Unis. Il s'agit de l'épisode 14 de la saison 2.
Les titres originaux et français de l'épisode sont restés exactement les mêmes que ceux des livres.

### Différences roman / épisode
- Dans la version originale américaine du livre, de même que dans l’épisode, le garçon de la ferme s'appelle Stanley. Dans la traduction française, son prénom a été changé en Henry et c’est son fils (appelé Sticks dans le roman américain) qui se nomme Stanley.
- Dans le livre, Julie et Mark montent à cheval. Dans l'épisode, ils font du vélo.
- Dans le livre, les épouvantails sont tués lorsque Sticks les réduit en cendres. Dans l'épisode, Mark active la moissonneuse-batteuse, qui déchiquette les épouvantails.
- Dans le livre, Stanley/Henry, sous le coup de la colère, donne vie aux épouvantails après que Sticks ait révélé le secret de Stanley/Henry à Julie. Dans l'épisode, il s'agissait en fait d'un accident, car il essayait de s'assurer que tous les épouvantails restaient endormis.
- Dans le livre, les grands-parents sont conscients que les épouvantails sont vivants, mais prétendent qu'ils ne bougent pas pour que Stanley/Henry continue à faire fonctionner son sort. Dans l'épisode, ils font la même chose, mais il y a une scène supplémentaire où la grand-mère Miriam s'assure que les fenêtres et les portes sont verrouillés avant que le grand-père Kurt ne lui dise qu'elles sont toutes verrouillés et que c'est juste le vent qui donne l'impression que les épouvantails bougent avant que les épouvantails ne frappent sur les fenêtres et essaient d'ouvrir la porte verrouillée.
- La scène où les épouvantails imitent Mark et arrachent leur têtes est absente.
- Dans l'épisode, les épouvantails semblent avoir la capacité de parler, et des bruits leur appartenant peuvent être entendus pendant le combat.
- La fin est différente. Le livre se termine avec Stanley/Henry qui ramène accidentellement a la vie un ours empaillé qui fait partie de la décoration du salon. Dans la version télévisée, c'est la moissonneuse-batteuse qui se dirige vers la maison[3]. De plus, dans l'épisode télévisé, lorsque Stanley/Henry lit la nouvelle formule magique, tout le monde est présent, contrairement au livre où seule Julie entend la formule. De plus, dans le livre, Stanley/Henry lit la nouvelle formule magique dans son vieux livre de sorcellerie, tandis que dans l'épisode, il la lit sur une page perdue qui en était apparemment tombée à un moment donné.
- Dans l'épisode, Stanley/Henry ne fait pas beaucoup de blagues, contrairement au livre.

## Voire aussi